# La casa di via Valadier
(La casa di via Valadier)
La casa di via Valadier è un racconto lungo di Carlo Cassola pubblicato da Einaudi nel 1956 che comprende due racconti scritti tra il 1953 e il 1956. Il primo racconto è Esiliati ed era già uscito nell'agosto-settembre 1953 sulla rivista «Il Ponte» con il titolo La casa sul Lungotevere mentre una parte del secondo racconto, che dà il titolo al volume, La casa di via Valadier, era stato pubblicato nel 1955 su Botteghe Oscure.

## Esiliati

### Trama
Il racconto narra la storia di Maggiorelli, un marmista socialista e antifascista, che si è trasferito dal paese maremmano di Massa Marittima a Roma, città dove abita ormai da dodici anni vivendo modestamente del suo lavoro.
Maggiorelli non è riuscito, in tutti questi anni, a farsi un nuovo amico e così i pomeriggi della domenica li trascorre  con alcuni vecchi compagni della sua città esiliati nella capitale ai tempi dello squadrismo per le loro idee socialiste.  Nel gruppo vi è però un delatore, Bisori, che si è fatto comprare dalla polizia fascista ed è diventato loro confidente.
Un giorno Magnini, un altro compagno che è in contatto con una cellula comunista, affida un pacco compromettente a Maggiorelli perché lo tenga nascosto e Bisori lo denuncia.  Magnini viene presto arrestato e Bisori muore improvvisamente. Del processo allestito dal Tribunale speciale per la difesa dello Stato che si terrà a Magnini se ne occuperà Maggiorelli provvedendo all'avvocato e alle spese. Maggiorelli trova così l'occasione per riacquistare fiducia in se stesso, per evadere dalla tediosa vita familiare e per interessarsi nuovamente all'attività politica e cospiratrice.
Il racconto termina con l'arresto dello stesso Maggiorelli che era stato sottoposto a sorveglianza.

## La casa di via Valadier

### Trama
Il personaggio che collega questo secondo racconto al primo è Maggiorelli. Lo troviamo all'inizio nella casa di Anita Turri, vedova di un deputato socialista, insieme all'onorevole Bergamaschi intento a rievocare i tempi eroici del movimento operaio e a constatare il diffuso senso di indifferenza che c'è in Italia di fronte al fascismo nonostante la crisi economica, gli abusi e gli scandali dovuti al regime.
Il fratello della vedova Turri, l'avvocato Franzoni che si sta avvicinando al fascismo, rimprovera la sorella per il pericolo al quale va incontro ospitando nella sua casa degli antifascisti e quando il figlio di Azzali, un altro antifascista che frequenta la casa Turri viene arrestato ricevendo dal Tribunale speciale una condanna di quindici anni, si rifiuta di difenderlo. Anita, per evitare il fratello, si reca ospite, per una ventina di giorni, da alcuni amici a Bellagio e al suo ritorno trova l'appartamento messo sottosopra dalla polizia fascista. Un improvviso malore la colpisce poco tempo dopo conducendola alla morte e il fratello, che nel frattempo ha ottenuto la tessera fascista, inizia lo spoglio delle carte Turri.
Nella seconda parte del racconto, siamo nel 1945, il figlio dell'avvocato Franzoni, Leonardo, nipote prediletto di Anita torna da Milano, dove lavora presso la redazione dell'Avanti! e si reca a Roma per redigere la cronaca dello scoprimento di una lapide in memoria dell'onorevole Turri nella sua casa di via Valadier. Al termine della frettolosa cerimonia, Leonardo è avvicinato dal commissario Pennisi, dirigente dell'ufficio politico durante la guerra, che gli chiede per sé una dichiarazione di antifascismo per aver aiutato la signora Turri al tempo della perquisizione, ma Leonardo non è convinto che Pennisi debba essere aiutato e non aderisce alla sollecitazione del commissario. Leonardo, dopo aver scritto velocemente l'articolo sulla cerimonia, si reca dagli Azzali dove sente dei discorsi che riguardano il fascismo del padre e prova vergogna. Ritornato alla casa di via Valadier prende visione delle carte Turri e si rende conto che si tratta solo di materiale privato senza nessun valore o interesse politico.

## Edizioni
- Carlo Cassola, La casa di via Valadier, collana I Coralli, vol. 72, Einaudi, 1956.
- Id., La casa di Via Valadier (contiene Esiliati), Collana Oscar settimanali n.165, Mondadori, Milano, 1968
- Id., La casa di via Valadier, Collana I Nuovi Coralli n.7, Einaudi, Torino, 1971
- Id., La casa di via Valadier (contiene Esiliati), introduzione di Geno Pampaloni, Collana La Scala n.270, BUR, Milano, 1979-2004

Il racconto è anche compreso nella raccolta Il taglio del bosco, Mondadori, 2013.